# Cabezabellosa de la Calzada
Cabezabellosa de la Calzada – gmina w Hiszpanii, w prowincji Salamanka, w Kastylii i León, o powierzchni 8,49 km². W 2011 roku gmina liczyła 96 mieszkańców.